# Срединная вена подушки таламуса
Срединная вена подушки таламуса (лат. vena pulvinaris medialis) — это вена, отводящая кровь от нижнего ядра подушки таламуса и впадающая во внутреннюю мозговую вену, которая, в свою очередь, затем впадает в вену Галена и затем в прямой синус.